# سيافاش يزداني
سيافاش يزداني مقدم (مواليد 27 فبراير 1992) لاعب كرة قدم إيراني محترف يلعب كمدافع في نادي استقلال الإيراني.

## روابط خارجية
- سيافاش يزداني على موقع قاعدة بيانات كرة القدم.إي يو (الإنجليزية)
- سيافاش يزداني على موقع ناشيونال فوتبول تيمز (الإنجليزية)
- سيافاش يزداني على موقع Soccerway.com (الإنجليزية)